# Blade Runner: Black Out 2022
Blade Runner: Black Out 2022 è un cortometraggio d'animazione giapponese del 2017, diretto da Shin'ichirō Watanabe e prodotto da CygamesPictures.

## Trama
Il corto si apre in medias res, mostrando un uomo allontanarsi da una zona disastrata in fiamme tenendo in mano un occhio.
Ambientato tre anni dopo gli eventi di Blade Runner, la storia riguarda le sommosse sociali causate dall'introduzione dei nuovi replicanti Nexus 8, che sono ancora più simili agli esseri umani per via della loro longevità indefinita. Molte persone protestano contro la Tyrell Corporation e vari Nexus 8 vengono pubblicamente uccisi dai suprematisti umani. Trixie, una giovane Nexus 8, viene accerchiata da tre teppisti che si preparano a violentarla, finché non interviene Iggy Cygnus, un Nexus 8 che li uccide e porta Trixie al sicuro.
Nel frattempo l'agente dell'LAPD Gaff indaga sullo sbarco non autorizzato di cinque soldati replicanti fuggiti dalla guerra sul pianeta deserto Calantha, tra questi Sapper Morton e Iggy. Infatti, Iggy spiega a Trixie di avere disertato dopo essere rimasto l'unico sopravvissuto a una battaglia sulle dune di Calantha. Iggy descrive come esaminò l'occhio di un soldato nemico scoprendo di stare lottando contro altri Nexus 8, definendo se stesso e gli altri replicanti caduti «Nient'altro che soldati giocattolo in una sabbiera...»
Iggy ha escogitato un piano per distruggere i database della Tyrell, in modo da intralciare la caccia ai replicanti registrati. Trixie riesce a conquistare l'affetto di un ragazzo umano, Ren Dus, che lavora in una base di lancio della Tyrell e accetta di aiutarli. Iggy e Trixie si impossessano di un'autocisterna che utilizzano per irrompere e causare un incendio agli archivi della Tyrell, distruggendo fisicamente i computer, mentre Ren modifica la rotta di un missile nucleare che esplode sopra Los Angeles causando un black out che disabilita gli apparecchi elettronici. A seguito del disastro, la fabbricazione dei replicanti viene vietata e la Tyrell finisce sul lastrico prima dell'ascesa al potere della Wallace Corporation avvenuta oltre un decennio dopo, che crea una nuova linea di replicanti.
Trixie perde la vita nello scontro con il personale di sicurezza della Tyrell, mentre Iggy si rimuove l'occhio destro (sul quale i Nexus 8 possiedono il codice) per non farsi riconoscere e si allontana dal palazzo distrutto, rivelando di essere l'individuo nella scena iniziale.